# Philippinische Badmintonmeisterschaft 1960
Die Philippinische Badmintonmeisterschaft 1960 fand in Manila statt. Es war die zwölfte Austragung der nationalen Titelkämpfe der Philippinen im Badminton.

## Titelträger
| Disziplin    | Sieger                 |
| ------------ | ---------------------- |
| Herreneinzel | Sy Khim Piao           |
| Dameneinzel  | nicht ausgetragen      |
| Herrendoppel | Sy See Cheung Yan Hang |
| Damendoppel  | nicht ausgetragen      |
| Mixed        | nicht ausgetragen      |